# Tafiti – Ab durch die Wüste
Tafiti – Ab durch die Wüste ist ein deutscher Animationsfilm der Regisseurin Nina Wels aus dem Jahr 2025. Der Film basiert auf der beliebten Kinderbuchreihe von Julia Boehme.

## Handlung
Der junge Erdmännchenjunge Tafiti lebt nach der strikten Regel seines Großvaters Opapa, dass Erdmännchen sich von anderen Tieren fernhalten sollen. Doch als er dem Pinselohrschwein Pinsel begegnet, bricht er diese Regel und eine Giftschlange schleicht sich ein und beißt Opapa. Nur eine seltene blaue Wüstenblume, die hinter der Wüste wächst, kann den Großvater heilen. Obwohl Tafiti verspricht, sich künftig von anderen Tieren fernzuhalten, lässt ihn
Pinsel nicht allein. Gemeinsam machen sich die beiden auf den Weg durch heiße Wüsten, vorbei an wilden Tieren und großen Herausforderungen. Unterwegs wachsen sie über sich hinaus, entdecken, was es heißt, füreinander da zu sein, und beweisen: Manchmal liegt in der Freundschaft der größte Mut.

## Produktion
Tafiti – Ab durch die Wüste ist die erste Kinofilm-Adaption der Kinderbuchreihe von Julia Boehme, die im Loewe Verlag erscheint. Produziert wurde der Film von Tradewind Pictures in Koproduktion mit Little Dream Entertainment. Der Film wurde von Film- und Medienstiftung NRW, Medien- und Filmgesellschaft Baden-Württemberg, Mitteldeutsche Medienförderung, Bundesbeauftragter für Kultur und Medien, MOIN Filmförderung, nordmedia, Filmförderungsanstalt und DFFF in der Produktion gefördert.

## Rezeption
Tafiti – Ab durch die Wüste feierte am 1. Juni 2025 seine Weltpremiere auf dem Internationalen Filmfestival in Zlín in Tschechien. Deutschlandpremiere war am 28. Juni 2025 auf dem Filmfest München im Rahmen des Cinekindl-Programms, wo der Film mit dem Publikumspreis ausgezeichnet wurde.